# The Sims
The Sims е стратегическа компютърна игра, симулираща реалния живот. Тя е първата от серията на The Sims и е обявена на 4 февруари 2000 г. от Electronic Arts. Играта симулира ежедневието на виртуални хора (наречени симове). Играчът персонализира своите симове, строи им дом и се грижи за техните нужди и щастие.
Играта има три продължения – The Sims 2, издадена през 2004 г., The Sims 3 от 2009 г. и The Sims 4 от 2014 г.